# Klasztor Cysterek w Cedyni
Klasztor Cysterek w Cedyni – dawny klasztor cysterek znajdujący się w mieście Cedynia, w województwie zachodniopomorskim, przy ulicy Marii Konopnickiej.
Położony jest na wzgórzu. Został ufundowany przed 1248. Powstał prawdopodobnie przed 1278. Podczas swojej działalności wielokrotnie ulegał przebudowom. Po reformacji w 1555 uległ kasacie. Ostatnie mniszki przebywają tam jeszcze do roku 1611, ponieważ funkcjonowała w budynku szkoła dla panien o szlacheckim pochodzeniu. Później klasztor zostaje przekształcony w urząd elektora brandenburskiego. W 1699 uległ zniszczeniu przez pożar. Wkrótce został odbudowany. Później został przekształcony w majątek ziemski, w latach 1811–1870 w klasztorze działał zajazd pocztowy, potem aż do 1940 r. ponownie był siedzibą właściciela majątku ziemskiego. Klasztor spalony został w 1945 roku podczas działań wojennych przez wojska sowieckie.
W latach 1997–2005 odbudowany przez prywatnego właściciela pod nadzorem Wojewódzkiego Konserwatora Zabytków. Obecnie w zachowanym skrzydle zachodnim mieści się hotel i restauracja „Klasztor Cedynia”.